# Ophthalmitis rufilauta
Ophthalmitis rufilauta là một loài bướm đêm trong họ Geometridae.

## Hình ảnh

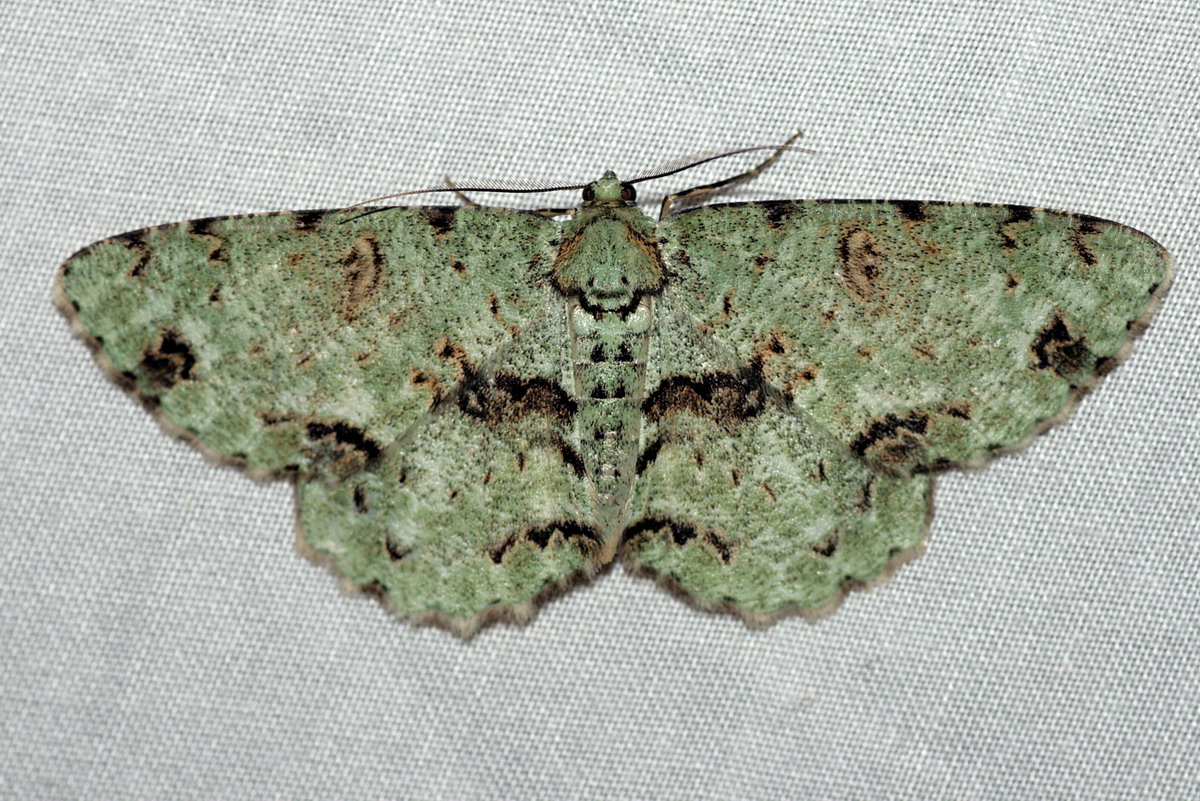